# Гросберг-Наконечна Ольга Северинівна
Ольга Северинівна Гросберг-Наконечна (псевдо: «Степанівна», «Дарка»; 18 вересня 1923, с. Рошнів Тлумацького повіту Станиславівського воєводства (тепер — Тисменицького району Івано-Франківської області) — 2 вересня 1993, м. Слов'янськ, Донецька область) — українська діячка ОУН та УПА. Лицарка Срібного хреста заслуги УПА.

## Життєпис

### Дитинство
Закінчила 7 класів у рідному селі, вступила до гімназії у Станиславові, уже «при перших совітах» закінчила 8 клас у Станіславській середній школі № 1 на вул. Камінського, вступила в торгівельну школу і закінчила при німцях.

### Участь в ОУН
Членкиня юнацької ОУН з 1939 р., була станичною в рідному селі, вела вишколи. З 1942 р. — районна очільниця юначок ОУН, а за півроку призначена керівницею юначок ОУН повіту. До 1943 р. працювала вчителькою в сусідньому селі Юрківка, далі навчалась на фармацевтичному факультеті Львівського медичного університету й одночасно працювала в аптеці. Наприкінці червня 1944 р. направлена в Калуш, де призначена референткою жіночої сітки Калуського повітового проводу ОУН. З весни 1945 р. — референтка УЧХ Калуського надрайонного проводу ОУН з новим псевдонімом «Дарка». Підбирала дівчат на медсестринські курси, організовувала забезпечення УПА медикаментами.

### Ув'язнення
14 грудня 1946 р. під час облави в селі Новиця впізнана зрадником-стрибком, якого врятувала раніше від смерті. При спробі втечі оточена облавниками, пустила кулю собі у скроню, однак не загинула, два дні була у комі, далі завезена в Калуську лікарню, де без анестезії кулю видалили з мозку. З паралічем лівої половини тіла два тижні під охороною її тримували в лікарні, а далі в кузові вантажного автомобіля перевезли до Станіславської тюремної лікарні. За відмову підписати покаянного листа кинута до одиночної камери, яка кишіла щурами. Тут удруге спробувала накласти на себе руки, зупинена охороною. Почали застосовувати медикаменти, які спричиняли нестерпний біль, порушували самоконтроль, викликали галюцинації. Нова спроба самогубства зупинила ці знущання. З лютого 1947 р. Ольга Наконечна почала вчитись ходити, її переведено до загальної камери та розпочато допити і катування аж до імітації розстрілу. Однак Ольга Наконечна не піддавалась, називаючи тільки псевдоніми підпільників і не виказуючи їх імен, прізвищ, місць переховувань чи інших важливих деталей.
Батька окупанти розстріляли, родину вивезли в Карагандинську область.
23 серпня 1947 р. трибунал військ МВС Станіславської області засудив Ольгу Гросберг-Наконечну до 25 років таборів і ще 5 років позбавлення прав. Та вона кинула суддям: «Я була і залишаюсь переконаною націоналісткою». Через два місяці перевезена у Львів, де весь листопад утримувана просто неба попри дощі й морози. Наприкінці грудня переведена до бараку посиленого режиму, але й тут боролася: брала участь у створенні рукописного журналу, в якому розмістила автобіографічний вірш. За це її жорстоко побили та надягнули на неї гумові сорочку і шапку, від яких тріщали кістки й череп. Опісля кинули на 10 днів до карцеру, де на підлозі стояла вода, далі перевели на 20 днів до одиночної камери. Зі Львова переведена в мордовські табори, де й далі боролася, видавала рукописний журнал «Воля в'язня». Після випуску третього числа журналу запроторена на 168 діб до карцеру, після нього переводили з одного лагпункту до наступного, доки не помістили до бараку для в'язнів похилого віку, де не було жодного українця. І тут попри інвалідність Гросберг-Наконечна допомагала немічним.
Після смерті Сталіна Ользі Гросберг скоротили термін ув'язнення до 10 років і в 1956 році звільнили, але заборонили повертатись в Україну, а відправили на спецпоселення в Каракалинськ Карагандинської області Казахської РСР — працювала обліковкою «Заготзерна». До рідного села вислала вишиті нею образи Ісуса на Голготі і Пречистої Діви Марії та огорнутий колючим дротом портрет дівчини з пістолетом біля скроні й написом: «Краще впадь, а не зрадь!»

### Повернення в Україну
У 1958 р. переїхала до Слов'янська, довго ніде не приймали на роботу, поки не вдалося влаштуватися сторожем. Вийшла заміж за політв'язня Петра Наконечного.
Реабілітована 9 липня 1992 року.
Померла 2 вересня 1993 року. Похована у Слов'янську.

## Нагороди
- Згідно з Наказом Головного військового штабу УПА ч. 1/47 від 5.06.1947 р.  референтка УЧХ Калуського надрайонного проводу ОУН «Степанівна» відзначена Бронзовим хрестом заслуги УПА.[1]